# Эдуард VIII
Эдуа́рд VIII (англ. Edward VIII; имена в крещении Э́дуард А́льберт Кри́стиан Джо́рдж Э́ндрю Па́трик Дэ́вид; 23 июня 1894[…], Уайт-Лодж, Большой Лондон — 28 мая 1972[…], XVI округ Парижа) — король Великобритании, Ирландии и Британских заморских доминионов, император Индии на протяжении десяти месяцев (с 20 января по 11 декабря 1936 года); не был коронован. Отрёкся от престола, чтобы вступить в брак с разведённой Уоллис Симпсон, на что правительство Великобритании не давало согласия. Царствование Эдуарда VIII было самым коротким в британской истории с XVI века (когда 9 дней правила Джейн Грей) и закончилось первым отречением монарха от престола после того же XVI века (когда отреклась шотландская королева Мария Стюарт).
Вскоре по отречении, 8 марта 1937 года, получил титул герцога Виндзорского, который носил до конца жизни. Известен своими личными контактами с руководством нацистской Германии, имевшими место после отречения. В 1940—1945 годах был губернатором Багамских островов, после войны жил во Франции.

## Ранние годы. Принц Уэльский

1894-й год, крестины Принца Уэльского,
принц — на коленях своей прабабки, королевы Виктории,
справа — отец принца, Герцог Йоркский,
слева — дед принца, Альберт Эдуард

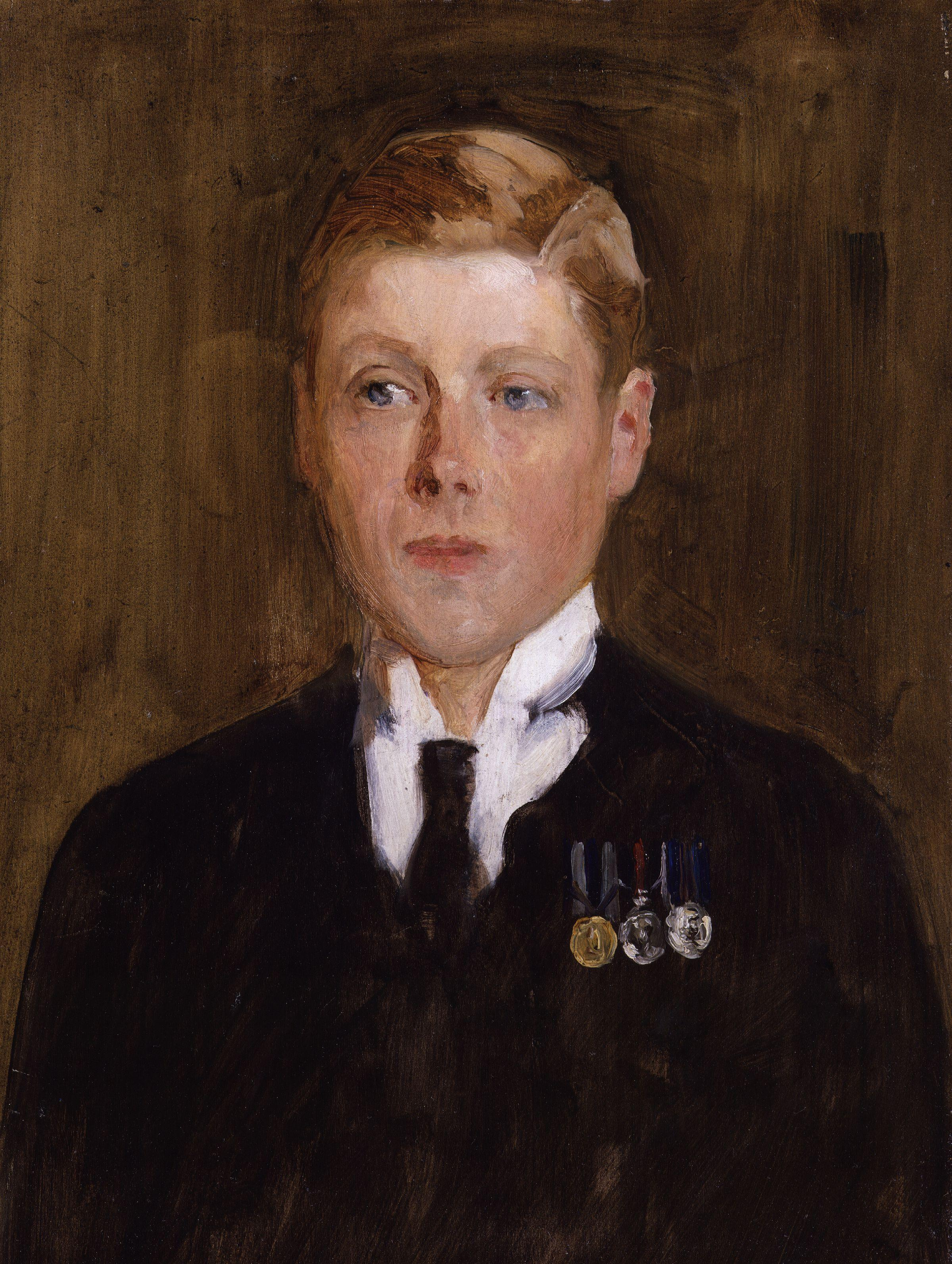
Портрет принца Уэльского работы Соломона Соломона, 1914

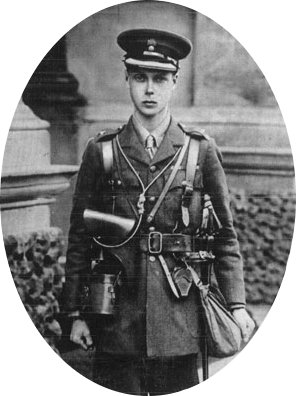
Принц Уэльский во время Первой мировой войны, около 1915

Родился в Уайт-Лодж (Суррей); старший правнук королевы Виктории по прямой мужской линии, имел с рождения титул высочества. При крещении получил 7 имён: Эдуард — в честь деда, Альберт — в честь прадеда, Кристиан — в честь прадеда Кристиана IX короля Дании, а имена Джордж, Эндрю, Патрик и Дэвид, соответственно, — в честь святых покровителей Англии, Шотландии, Ирландии и Уэльса. Из имён предпочитал последнее — Давид (или Дэвид) и до конца его дней ближайшие родственники и друзья так его и называли.
После смерти деда, Эдуарда VII, 6 мая 1910, 15-летний принц автоматически стал наследником британского престола, а 2 июня 1910 года отец, Георг V, дал ему титул Принца Уэльского. Он был первым со времён Средневековья принцем уэльским, прошедшим инвеституру (1911) в Кэрнарвонском замке в Уэльсе, на чём настоял премьер-министр, валлиец Дэвид Ллойд-Джордж. Во время Первой мировой войны служил в армии, ездил на фронт, но его не пускали воевать на передовую. Российский император Николай II 16 мая 1916 года наградил его орденом св. Георгия 3-й степени. В 1920-е годы много ездил по Британской империи, посещал области, поражённые Великой депрессией.
При жизни отца Принц Уэльский, в отличие от трёх младших братьев и сестры, так и не вступил в брак. В 1920—1930-е годы наследник считался самым завидным женихом мира и законодателем мод («лучше всего одевающийся джентльмен в Европе»). Его многочисленные официальные и неофициальные поездки способствовали его популярности во всём мире. При этом и королевская семья, и британский истеблишмент считали, что образ жизни принца не соответствует ожидаемому поведению наследника престола. В частности, Принц Уэльский имел последовательно близкие отношения с несколькими замужними женщинами; в 1930-х он познакомился с американкой Уоллис Симпсон (ранее разведённой и состоявшей во втором браке), к которой испытывал глубокую привязанность, что особенно плохо сказалось на его отношениях с отцом. Эдуард требовал, чтобы родители принимали её при дворе, но те ограничились только одним приёмом в 1935 году. Есть свидетельства (правда, опубликованные позже), что Георг V проявлял больше симпатии, в том числе как к возможным преемникам, ко второму сыну Герцогу Йоркскому и внучке Лилибет, а также предсказывал, что после его смерти «мальчик погубит себя за год».

## Правление

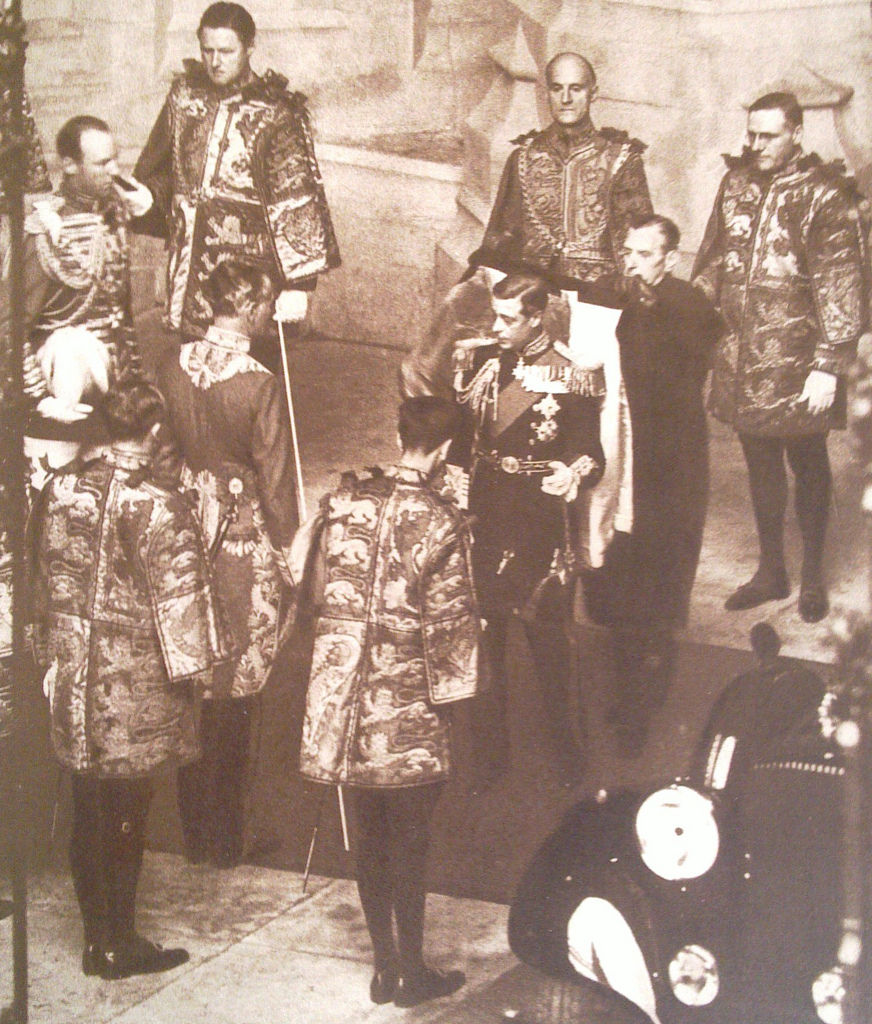
Эдуард VIII в окружении герольдов на своём единственном государственном открытии парламента 3 ноября 1936 года

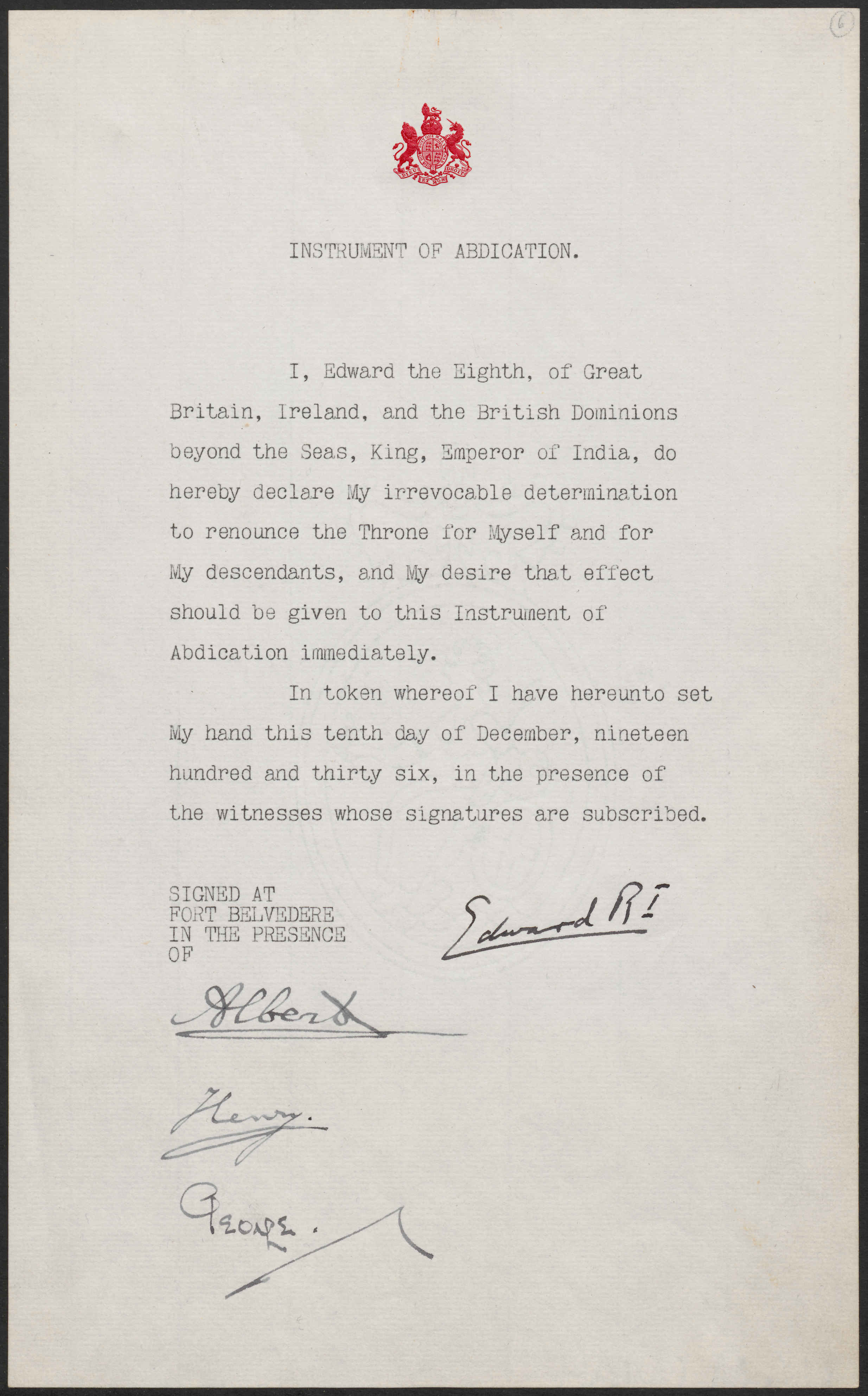
Акт об отречении Эдуарда VIII, подписанный королём и тремя свидетелями, его братьями: Альбертом (Георгом VI), Генри и Георгом Кентским

Герб герцога Виндзорского

20 января 1936 года Георг V скончался; 42-летний принц Уэльский был провозглашён королём Эдуардом VIII Великобритании и Ирландии, всех государств Содружества и императором Индии. На другой день он вызывающе нарушил протокол, наблюдая за провозглашением манифеста о своём вступлении на престол в компании замужней миссис Симпсон. Ранее в тот же день монарх прибыл из Сандринхема, где умер его отец, в Лондон на самолёте, став первым британским королём, поднявшимся на борт воздушного судна.
В сентябре 1936 года была выпущена серия почтовых марок с изображением Эдуарда VIII. В ноябре король принял участие в открытии парламента. За время своего краткого царствования король присвоил ряд пэрских титулов. Коронация Эдуарда VIII была назначена на 12 мая 1937 года.
Летом 1936 года король, вместо ожидаемого по этикету переезда в летнюю резиденцию, отправился в компании миссис Симпсон в круиз по Средиземноморью, в том числе Балканам. Это событие широко освещалось европейской, американской и канадской прессой, публиковавшей и совместные фотографии партнёров, в то время как британские СМИ неформально цензурировали эту информацию, распространявшуюся в обществе через иностранную печать, и благодаря слухам. К осени в лондонском суде начался бракоразводный процесс госпожи Симпсон с её вторым мужем, и стало очевидным, что король хочет жениться на ней. В начале ноября 1936 года он негласно объявил об этом правительству. Формально царствующий король имел право вступить в брак с кем угодно, не испрашивая ничьего согласия, кроме собственного. В то же время король является главой Англиканской церкви, которая на тот момент не признавала брака с лицом, ранее состоявшим в расторгнутом браке (тем более в двух таких браках, при двух живых бывших мужьях). В 1930-е годы британское общество и вне религиозного контекста воспринимало развод как если не прямо скандальное, то весьма сомнительное обстоятельство. Многие воспринимали подругу короля как авантюристку, беспорядочную в связях и заинтересованную в средствах и статусе; играло роль и негативное отношение значительной части британского истеблишмента к американцам.
Ряд консервативных политиков во главе с премьером Стэнли Болдуином прямо заявили королю о том, что госпожа Симпсон не может быть ни королевой Великобритании, ни морганатической супругой. Прецедентов брака монарха без передачи его супруге статуса королевы в Британии, в отличие от континентальных монархий Европы, не было. То же подтвердили и главы всех доминионов Содружества, включая Ирландию, которая, как католическая страна, не признавала развод в принципе.
Существенное беспокойство правительственных кругов вызывал тот факт, что новый король проявлял склонность к политическим высказываниям, нарушавшим конституционные конвенции о невмешательстве монарха в политику. В частности, Эдуард VIII непублично выступал против вмешательства во внутренние дела Германии, поддерживал Муссолини в агрессии против Эфиопии и вступал в конфликт с правительством по политическим вопросам. В правительственных кругах существовало мнение о том, что Уоллис — агент Германии, убедительных доказательств чему не имеется.

## Воинские звания
- Британский фельдмаршал (Великобритания, 21.1.1936);
- Адмирал флота (Великобритания, 21.1.1936);
- Маршал Королевских ВВС (Великобритания, 21.1.1936);
- генерал-майор (Великобритания, 3.9.1939);
- генерал (Япония, 1922);
- адмирал (Дания, 29.1.1936).

## Отречение
16 ноября 1936 года премьер Болдуин заявил, что перед королём есть 3 альтернативы:
1. Отказаться от идеи брака.
2. Жениться на Уоллис против воли министров, что приведёт к отставке правительства, досрочным выборам и конституционному кризису в Британии и во всех доминионах, кроме ирландского, причём основным поводом слушаний в новом парламенте станет личная жизнь короля.
3. Отречься от престола, что сняло бы любые ограничения на возможные брачные планы.

В первых числах декабря обсуждение политического кризиса в связи с женитьбой короля проникло на страницы британской прессы. В целом средний и высший класс выступал против брака, среди низших слоёв общества было больше сторонников короля. За рубежом, особенно в Америке, на родине миссис Симпсон, происходящее воспринималось как романтическая сенсация, и общественное мнение сочувствовало королю и Уоллис.
Первоначально король планировал прямо обратиться к нации, однако правительство сочло подобное выступление неконституционным. Не желая приводить государство к кризису и возможному распаду и твёрдо уверившись в желании жениться на любимой женщине, Эдуард к 5 декабря выбрал вариант отречения. Был подготовлен и принят парламентом закон о порядке отречения. Согласно этому закону, после его вступления в силу происходила передача короны по наследству, как это полагалось бы в случае смерти монарха, а бывший король и его возможное потомство исключались из порядка престолонаследия. Особая статья оговаривала, что ему (им) не требовалось испрашивать согласие нового короля на вступление в брак, как от членов царствующего дома требовал Закон о королевских браках 1772 года.
Акт о необратимом желании отречься (Instrument of Abdication) Эдуард подписал 10 декабря 1936 года в своём замке, форте Бельведер, в присутствии трёх братьев: герцога Альберта Йоркского, герцога Генри Глостерского и герцога Георга Кентского. На следующий день он дал формальное согласие (Royal assent) на принятый парламентом закон во всех доминионах Содружества, кроме Ирландии, которая не пожелала по такому случаю созвать парламент и лишь 12 декабря подтвердила это решение; таким образом, на протяжении 24 часов у Великобритании и Ирландии были разные короли.
Непосредственно затем, 11 декабря 1936 года, следующий в порядке наследования герцог Альберт Йоркский автоматически стал королём Великобритании, приняв по одному из своих крестильных имён тронное имя Георг VI.
В тот же день бывший король Эдуард, уже не связанный конституционными ограничениями на публичные высказывания, выступил по радио с речью, где, в частности, заявил: «Я нашёл невозможным нести тяжёлое бремя ответственности и исполнять обязанности короля без помощи и поддержки женщины, которую я люблю». В своей речи он подчеркнул, что решение об отречении принадлежало «ему и ему одному», и что миссис Симпсон советовала ему поступить иначе.

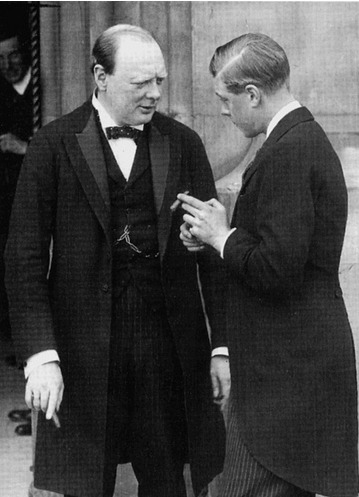
Принц Уэльский беседует с Черчиллем

Уинстон Черчилль полагал отречение короля Эдуарда безосновательным: «Между сувереном и парламентом не было конфликта. С парламентом вопрос личной жизни Эдуарда не обсуждался, и выказывать своё отношение к поведению монарха он не имел права. Это совершенно не та причина, которая породила противостояние между парламентом и королём. Вопрос брака с Уоллис мог бы быть решён в обычном ходе обсуждения в парламенте. Ни одно министерство не имеет права требовать, или даже советовать суверену отречься. Даже на самом серьёзном парламентском процессе, вопрос мог быть решён в пользу Эдуарда. Кабинет не имеет права что‐либо решать без предварительного согласия и позволения парламента. Если бы Эдуарда и впрямь заставили отречься, то это было бы очень грубым правовым нарушением и отбросило бы чёрную тень на многие века существования Британской империи».
Новая смена монарха не изменила подготовки к коронации и её сроков, в день, ранее назначенный для коронации Эдуарда VIII, 12 мая 1937 года, состоялась коронация Георга VI и королевы Елизаветы.

## Герцог Виндзорский

Герб герцога Виндзорского

Герцог Виндзорский (бывший Эдуард VIII), герцогиня Виндзорская (Уоллис Симпсон) и фюрер Адольф Гитлер, 1937

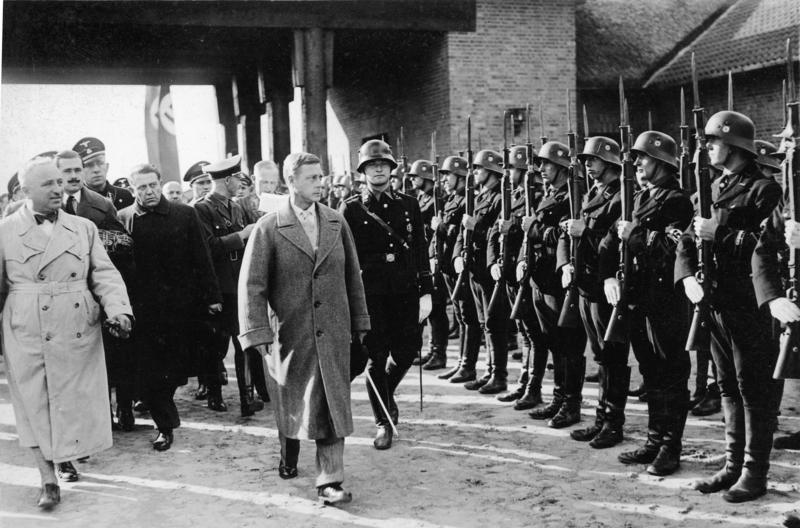
Эдуард и Роберт Лей обходят строй SS в элитном нацистском учебном центре в орденском замке Крёссинзее, 13 октября 1937

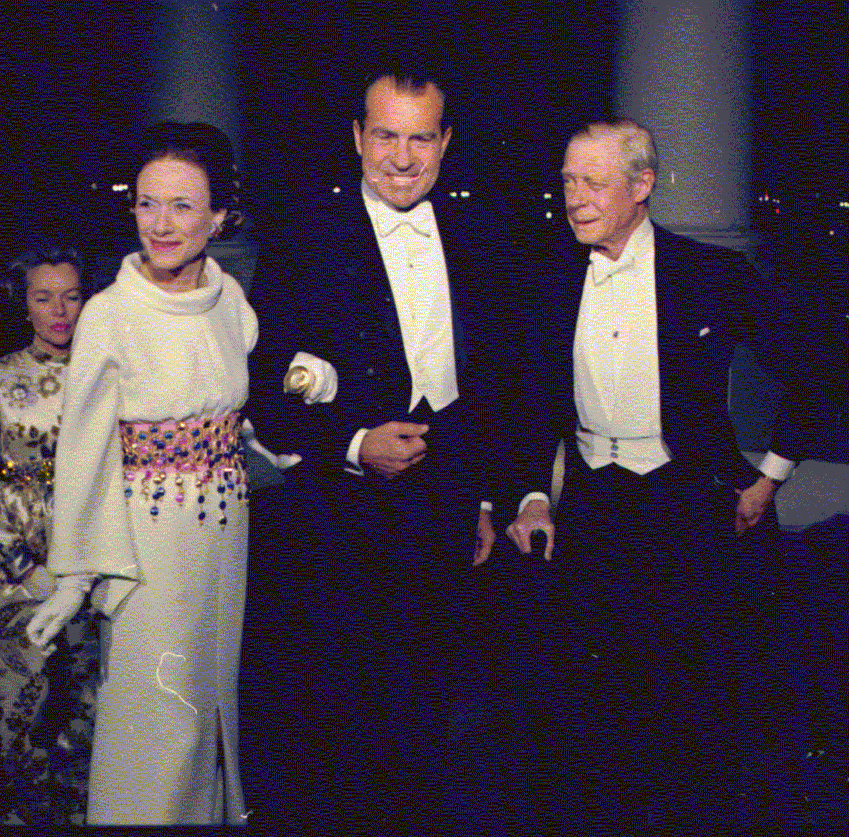
Герцогская чета и Ричард Никсон за 2 года до смерти Эдуарда

После выступления по радио 11 декабря 1936 года Эдуард уехал в Австрию.
Закон об отречении не оговаривал статуса бывшего короля. Фактически с момента отречения бывший монарх использовал лишь тот минимальный титул, который имел при рождении — «принц Эдуард»; так его титул, с ведома Георга VI, был объявлен по Би-би-си перед радиообращением. Уже 12 декабря в своей речи на Совете престолонаследия новый король заявил, что желает, чтобы Эдуард, как сын короля, именовался «Его Королевское Высочество» и что собирается присвоить ему титул «герцог Виндзорский». Ни до, ни после Эдуарда такой титул никогда не присваивался. По воспоминаниям Эдуарда, герцогский титул Георг придумал в соответствии с фамилией Виндзор, которую с 1917 года носили члены династии; с его точки зрения, для бывшего монарха логично было использовать «просто фамилию». В ряде источников указывается, что официальный патент на титул был дан 8 марта 1937 года (не публиковался). В мае 1937 года был дан особый патент, где Георг VI подтвердил личный статус Королевского Высочества для «моего брата Эдуарда», «с тем только, чтобы жена его и потомство, если таковое будет, не носили имя и звание Королевского Высочества». Бывший король получил герб, также напоминающий о его особом статусе, он отличался от герба короля титлом (ламбелью), обременённым королевской короной.
3 июня 1937 года, после завершения бракоразводного процесса миссис Симпсон, Эдуард и Уоллис заключили брак во Франции, Уоллис получила титул герцогини Виндзорской. Король Георг не велел ему без приглашения возвращаться в Великобританию и платил старшему брату отступное за замки Сандрингем и Балморал, которые являлись его личной собственностью и не были потеряны при отречении.
В октябре 1937 года герцог и герцогиня посетили нацистскую Германию и встретились там с Гитлером и другими деятелями его правительства, что широко освещалось нацистской печатью. Нацисты сильно рассчитывали на своего британского союзника. В конце концов, именно при Эдуарде нацисты оккупировали демилитаризованную Рейнскую область, а Британия этому попустительствовала летом 1936 года. Король считал, что Рейнская область исторически принадлежит Германии, и знал, что в случае необходимости с Гитлером можно будет заключить специальный пакт, по которому тот обязывался нести ответственность за население Рейнской области. На страницах британской газеты The Times очень быстро появились статьи, посвящённые визиту Эдуарда в Германию: «Его Королевское Высочество улыбается и по-нацистски салютует толпам людей, собравшимися под его окнами рядом с гостиницей…».
Позже Эдуард, стараясь оправдаться, утверждал, что это был не нацистский салют, а лишь то, что он безобидно помахал людям рукой.
В июле 1940 года, после захвата Франции, супруги переехали в Португалию, где жили, тесно общаясь с кругами, близкими к немецкому посольству, и планировали совершить круиз на яхте, принадлежавшей, как ошибочно полагала американская разведка, другу Геринга. Ходили слухи о том, что будто бы Уоллис ранее имела любовную связь с Риббентропом, в бытность его германским послом в Лондоне, и продолжала поддерживать с ним деловые контакты (эти данные не подтверждаются архивами, но одно время спецслужбы относились к ним серьёзно). Существуют предположения о том, что Гитлер обсуждал возможность реставрации Эдуарда на английском престоле в случае победы в войне. Кроме того, Эдуард дал португальскому изданию «пораженческое» интервью, что в условиях войны стало последней каплей для британского правительства; в августе пара была задержана и отправлена из Португалии на военном судне на Багамские острова. Бывший король был назначен губернатором Багам, с удовольствием выполнял свои обязанности и сделал много для борьбы с бедностью в колонии.
Существуют утверждения о том, что агент MI-5 Энтони Блант будто бы вывез в конце войны из замка Фридрихсхоф в Гессене документы, включавшие опасную для обнародования переписку герцога Виндзорского с Гитлером. Сейчас их хранят в королевских архивах. Достоверно известно лишь то, что среди этих документов были архивы императрицы Виктории, дочери королевы Виктории и матери Вильгельма II, но по поводу корреспонденции бывшего короля нет никаких определённых данных.
В 1945 году, как только кончилась война, нужды удерживать ставшего опасным экс-монарха подальше от Европы уже не стало, и Эдуарду позволили вернуться во Францию, где супруги прожили до конца дней, ведя в общем богатую и эффектную жизнь, постоянно появляясь в обществе. Детей у них не было. Пережив брата, который умер в 1952 году, Эдуард несколько раз встречался с племянницей, королевой Елизаветой II. Начиная с 1950-х годов неоднократно посещал Великобританию, сперва без жены, он приехал на похороны брата 15 февраля 1952 года, а затем на похороны матери, Марии Текской, 31 марта 1953 года. Следующие визиты, например, на открытие мемориальной доски в честь матери, проходили уже с Уоллис. Однако полного примирения с семьёй, особенно с женой брата, королевой-матерью, так и не произошло. В 1951 году он издал автобиографию. В 1956 году были опубликованы мемуары его супруги.
18 мая 1972 года королева Елизавета II посетила герцога и герцогиню Виндзорских во время государственного визита во Францию.

## Смерть
Эдуард скончался в своём доме в Париже 28 мая 1972 года, менее чем за месяц до своего 78-летия. Его тело было доставлено в Великобританию, где находилось в часовне Святого Георгия в Виндзорском замке. Панихида прошла 5 июня в присутствии королевы, королевской семьи и герцогини Виндзорской. Уоллис Симпсон пережила супруга на 14 лет и скончалась в 1986 году.
Герцог и герцогиня похоронены в Королевской усыпальнице во Фрогморе, около Виндзора. Договорённость об этом была достигнута с Елизаветой II за несколько лет до смерти герцога (ранее супруги предполагали быть погребёнными в Америке).

## Образ в культуре и искусстве

### В кинематографе
- Ричард Чемберлен в фильме «Женщина, которую я люблю» (англ. The Woman I Love; США, 1972 год)
- Энтони Эндрюс в фильме «Женщина, которую он любил» (англ. The Woman He Loved; Великобритания, 1988 год)
- Стивен Кэмпбелл Мур в фильме «Уоллис и Эдуард» (Великобритания, 2005 год)
- Гай Пирс в фильме «Король говорит!» (Великобритания-Австралия, 2010 год)
- Джеймс Д’Арси в фильме «МЫ. Верим в любовь» (Великобритания, 2011 год)
- Алекс Дженнингс (1-2 сезоны) и Дерек Джекоби (3 сезон) в телесериале «Корона» (США-Великобритания, 2016 год)

### В компьютерных играх
- Является главой Великобритании, а также является лидером «партии короля» в одном из путей альтернативной истории в компьютерной игре Hearts of Iron IV.

## Награды
| - KG: Рыцарь ордена Подвязки, 1910 - ISO: Компаньон ордена Имперской службы, 1910 - MC: Военный крест, 1916 - KStJ: Рыцарь ордена Святого Иоанна Иерусалимского, 1917 - GCVO: Рыцарь Большого креста Королевского Викторианского ордена, 1920 - RVC: Королевская Викторианская цепь, 1921 - GCSI: Гранд-командор ордена Звезды Индии, 1921 - GCIE: Гранд-командор ордена Индийской империи, 1921 - KT: Рыцарь ордена Чертополоха, 1922 - Медаль Альберта (Королевское общество искусств), 1924 - KP: Рыцарь ордена святого Патрика, 1927 - GCB: Рыцарь Большого креста ордена Бани, 1936 - Кавалер Большого креста ордена Почётного легиона, 1912 - Рыцарь ордена Золотого руна, 1912 - Рыцарь ордена Слона, 1914 - Рыцарь Большого креста ордена святого Олафа, 1914 - Рыцарь высшего ордена Святого Благовещения, 1915 - Военный крест, 1915 - Орден Святого Георгия 3 степени, 1916 - Орден Михая Храброго, 1918 - Военный крест Заслуг, 1919 - Большая лента ордена Мухаммеда Али, 1922 - Цепь ордена Кароля I, 1924 - Большой крест ордена Заслуг, 1925 - Большой крест ордена Андского орла, 1931 |